# Chaetophiloscia frontalis
Chaetophiloscia frontalis är en kräftdjursart som beskrevs av Lemos de Castro 1967. Chaetophiloscia frontalis ingår i släktet Chaetophiloscia och familjen Philosciidae. Inga underarter finns listade i Catalogue of Life.